# Argentina i olympiska sommarspelen 1924
Argentina deltog med 77 deltagare vid de olympiska sommarspelen 1924 i Paris. Totalt vann de en guldmedalj, tre silvermedaljer och två bronsmedaljer.

## Medaljer

### Guld
- Arturo Kenny, Juan Miles, Guillermo Naylor, Juan Nelson och Enrique Padilla - Hästpolo.

### Silver
- Alfredo Copello - Boxning, lättvikt.
- Héctor Méndez - Boxning, weltervikt.
- Luis Brunetto - Friidrott, tresteg.

### Brons
- Pedro Quartucci - Boxning, fjädervikt.
- Alfredo Porzio - Boxning, tungvikt.